# Veatriki Sarri
Veatriki Sarri (griechisch Βεατρίκη Σαρρή,* 1. Januar 1998 in Chania) ist eine griechische Fußballspielerin. Seit 2024 steht die Abwehrspielerin beim FC Everton unter Vertrag. Seit 2015 ist sie zudem griechische Nationalspielerin.

## Karriere

### Vereine
Sarri spielte zunächst mit ihrem Bruder und anderen Jungen auf den Straßen ihrer Heimatstadt nach der Schule Fußball, zunächst in einem Jungenverein. Zu ihrem zwölften Geburtstag wurde ihr ein Buch von Kelly Smith geschenkt, wodurch sie erkannte, dass sie auch als Frau als Profi Erfolg haben könnte. In der Folge schloss sie sich dem heimischen AO Chania an, wo sie bis 2016 spielte. Nach ihrem Schulabschluss zog sie nach England, wo sie die University of Leeds besuchte und beim unterklassigen lokalen Verein Leeds United ihre fußballerische Laufbahn fortsetzte. Nach weiteren Stationen erregte sie – mittlerweile zur griechischen Nationalspielerin aufgestiegen – trotz einer fast einjährigen Verletzungspause das Interesse von Carla Ward, der damaligen Trainerin von Birmingham City. Diese holte sie zu ihrem Verein, wo Sarri zur ersten griechischen Spielerin in der FA Women’s Super League wurde. 2022 wechselte sie zu Brighton & Hove Albion, wo sie nach Ende der Saison 2023/24 indes keinen neuen Vertrag mehr erhielt. Seitdem spielt sie beim FC Everton.

### Nationalmannschaft
Sarri absolvierte einige Spiele für griechische Nachwuchsmannschaften, wobei ihr auch erste Länderspieltore gelangen. 2015 debütierte sie für die griechische A-Nationalmannschaft und erzielte bei der 1:3-Niederlage gegen Rumänien am 27. November 2015 ihr erstes Länderspieltor. Für ein größeres Turnier konnte Sarri sich mit Griechenland bislang nicht qualifizieren.